# 永田太郎兵衛
永田 太郎兵衛（ながた たろうべえ、? - 安政7年3月3日〈1860年3月24日〉）は、幕末の彦根藩士。太郎兵衛は通称、諱は正備。
安政7年3月3日（1860年3月24日）に発生した桜田門外の変の際、永田は井伊直弼の籠脇警護をしていた。襲撃に対し、若手剣豪だった永田は二刀流で奮戦し、襲撃者に重傷を負わせるも、銃創が酷く討ち死にした。
桜田門外の変で永田が使用した愛刀が、子孫の永田茂（鈴木貫太郎の末弟）によって彦根城博物館に赤備え、甲冑等と共に寄贈されている。斬りこみ傷が多数あり、激しい戦闘の生々しさを物語っている。河西忠左衛門の刃こぼれした刀も同博物館に保存されている。
息子は海軍大尉永田廉平、廉平の妻は鈴木敬子（鈴木貫太郎の姉）。廉平は黄海海戦で戦死したため、敬子の末弟の茂が永田家の養子として家督を相続した。
永田家の墓は、茂の娘の輦止みやこの系統が相続し、管理している。